# Nationaal park Šumava
Het Nationaal park Šumava (Tsjechisch: národní park Šumava) is het grootste van de vier nationale parken in Tsjechië en is gelegen in de regio's Pilsen en Zuid-Bohemen. Het omvat een deel van het Bohemer Woud (Šumava) in het zuidwesten van Tsjechië langs de grens met Duitsland en Oostenrijk. Het nationaal park beschermt een dunbevolkt gebied van de bergketen met dezelfde naam.

## Geschiedenis
In het gebied leefden tot en met de Tweede Wereldoorlog vooral Duitstalige inwoners. Na het einde van de Tweede Wereldoorlog werden zij verdreven en werd het gebied deel van de verlaten zone langs de grens met het Oostblok.
In 1963 werd Šumava tot beschermd landschap (chráněná krajinná oblast) uitgeroepen. In 1991 kreeg het waardevolste gedeelte de status van nationaal park. Dit park behoort sinds 1990 tot een biosfeerreservaat van de UNESCO. Šumava is 68.064 hectare groot en sluit aan op het kleinere Nationaal Park Bayerischer Wald in Duitsland.
Het nationaal park was tot 1990 alleen voor grenswachten toegankelijk, en niet voor toeristen of Tsjechen. Daardoor is het eeuwenoude park goed bewaard gebleven en zijn er weinig veranderingen geweest, en is het park voor het grootste deel nog in originele staat. (European Green Belt)

## Algemene informatie
De Šumavabergketen is bedekt met het grootste bos van Centraal-Europa waarvan de samenstelling in de loop van de eeuwen veranderd is en momenteel vooral bestaat uit aanplant van sparren. Op verschillende plaatsen werden hiervoor uitheemse sparrenvariëteiten gebruikt. Deze zijn niet zo goed aangepast aan het harde lokale klimaat en zijn daarom kwetsbaar voor een reeks natuurelementen zoals sterke winden (bv. in de jaren 80 en meer recent in het begin van 2007) en Schorskevers (Ips typographus). Verschillende grote plateaus met veengebieden, gletsjermeren en overblijfselen van oerbossen (bv. Boubín) vervolledigen een mozaïek van weinig verstoorde biotopen. Sinds de jaren 70 leeft een stabiele populatie van lynxen in het gebied. In het park bevindt zich verder ook de berg Plechý (1378 m) precies op de grens met Oostenrijk.
De letterlijke vertaling van Šumava is ruisen. Door de Šumava stroomt de Moldau (Tsjechisch: Vltava), die ruist door de bomen. Het muziekstuk Vltava uit de cyclus Mijn vaderland van Bedřich Smetana is geïnspireerd door de ruisende rivier de Vltava in het Bohemer Woud. Het Bohemer Woud strekt zich verder uit over Duitsland en Oostenrijk. Het Duitse gedeelte wordt het Beierse Woud genoemd.

## Bezienswaardigheden
- Lipnomeer
- Rožmberk nad Vltavou
- Drielandenpunt bij de berg Plechý